# Gwiazdnica trawiasta
Gwiazdnica trawiasta (Stellaria graminea L.) – gatunek rośliny należący do rodziny goździkowatych (Caryophyllaceae). Występuje w Eurazji, zawleczona została do Ameryki Północnej. W Polsce jest rośliną pospolitą na całym niżu i w niższych położeniach górskich. Nazwy ludowe: gwiazdownica, muszec trawiasty.

## Morfologia

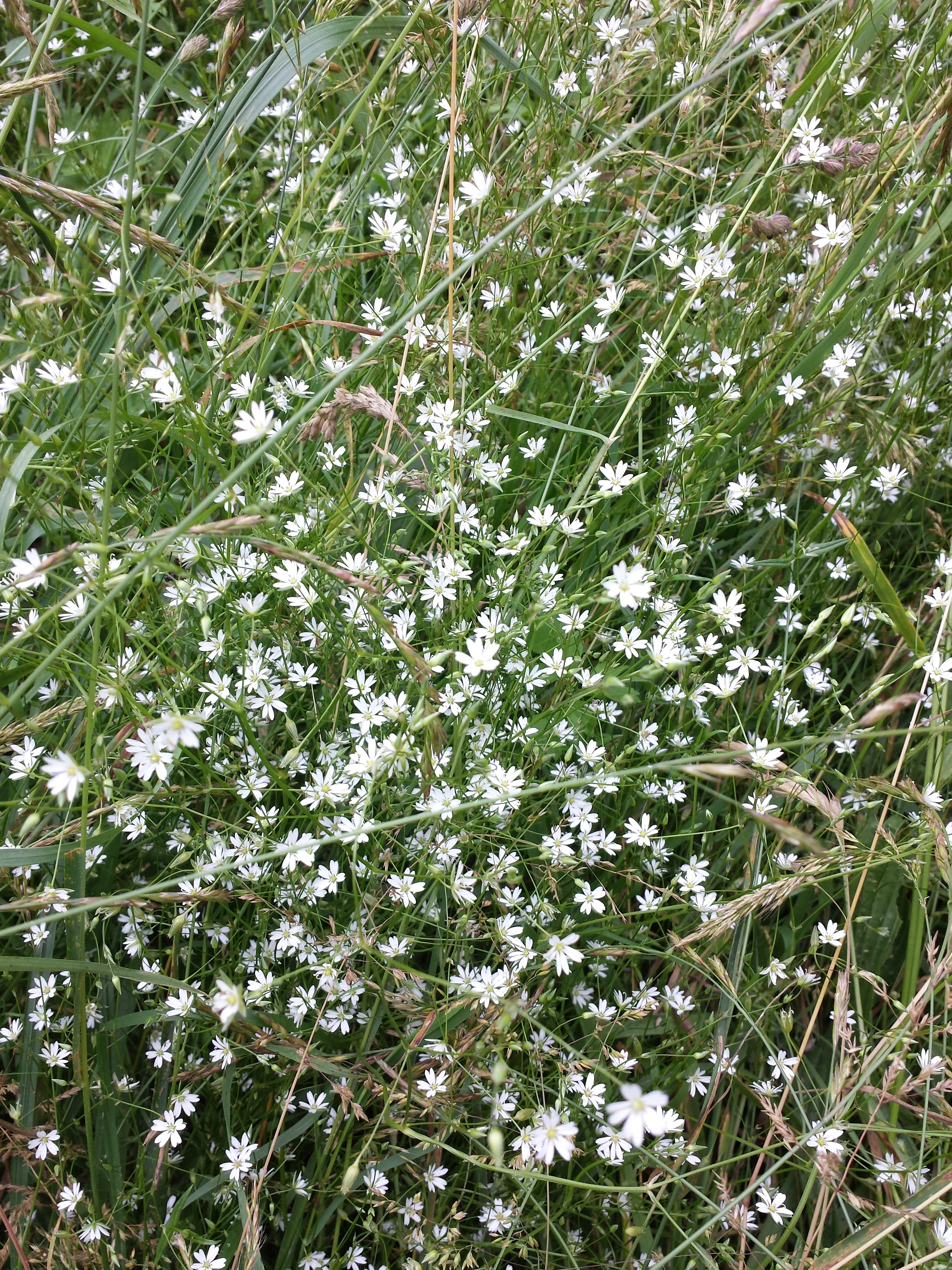
Pokrój

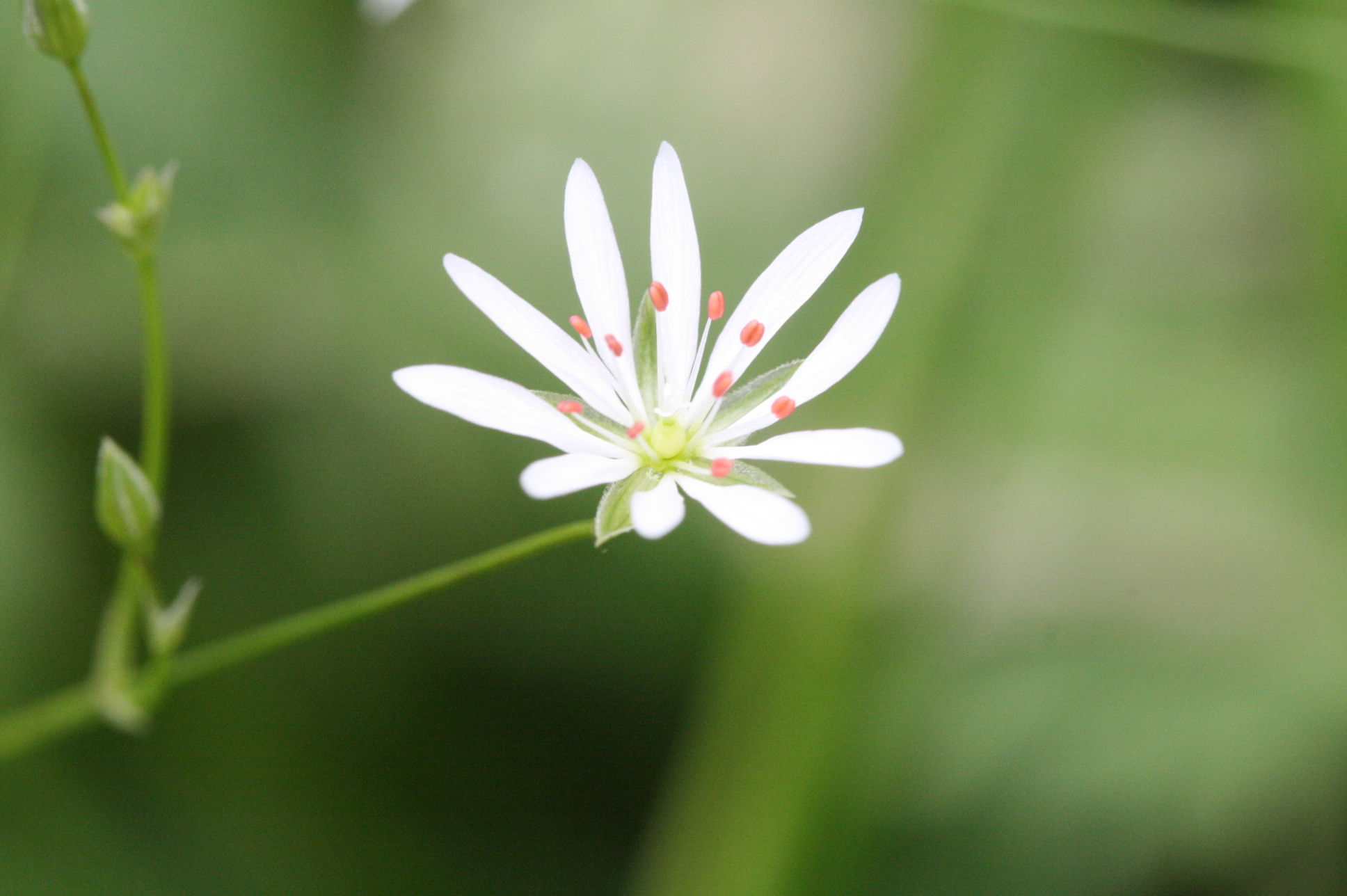
Kwiat

ŁodygaWątła, krucha i łamliwa, zielona, 4-kanciasta. U nasady pokładająca się, często pnąca. Zwykle rozgałęziona. Długości 10–50 (60) cm.
LiścieLancetowate lub równowąskie (trawiaste), siedzące, długo zaostrzone, ułożone naprzeciwlegle, u nasady i na brzegach orzęsione.
KwiatyTworzą na szczycie łodygi wielokwiatową, rozpierzchłą wierzchotkę dwuramienną. Pięć płatków korony białych, głęboko podzielonych, podobnie długie lub dłuższe od działek kielicha. Działki 3-nerwowe. Pręcików 10, żółtych. Podsadki błoniaste, orzęsione.
OwoceWielonasienne, podługowate torebki dłuższe od kielicha.
NasionaOkrągłe lub nerkowate, o długości 0,8–1 mm i średnicy 0,4–0,7 mm, nieco spłaszczone. Powierzchnia matowa, szarobrunatna z szarymi zmarszczkami.

## Zmienność
W naszej florze znane są cztery odmiany:
- równowąska (var. linearis Fenzl) – liście równowąskie, skórzaste, z zawijającymi się brzegami podczas zasychania,
- lancetowata (var. lancoelata Fenzl) – liście lancetowate, dolne zwężone w krótki ogonek, miękkie,
- bezrzęskowa (var. aciliata Fenzl) – liście u nasady oraz podsadki nagie,
- Abromeita (var. abromeitiana H.Preuss) – łodyga na kantach i liście na brzegu szorstkie, owoce podłużne, nasiona pomarszczone i żółtawe.

Tworzy mieszańce z gwiazdnicą błotną (Stellaria x decipens Haussknecht) oraz z gwiazdnicą bagienną (Stellaria x adulterina Focke).

## Biologia i ekologia
Bylina, hemikryptofit. Kwitnie od maja do sierpnia, rzadziej do września. Występuje na łąkach, przydrożach, miedzach, skrajach pól, brzegach lasów. Szczególnie częsta na średnio żyznych łąkach o różnym stopniu uwilgotnienia i różnych glebach. Pospolita na łąkach śmiałkowych i pastwiskach z mietlicami i bliźniczką.
Roślina trującaGatunek uważany jest za trujący dla koni z powodu zawartości saponin. Zatrucie objawia się u koni biegunką, sztywnym chodem, porażeniem i w skrajnych przypadkach śmiercią zwierzęcia. Leczy się tylko objawowo. Najbardziej trujące są nasiona.